# Heteropseudinca frater
Heteropseudinca frater är en skalbaggsart som beskrevs av Valck Lucassen 1933. Heteropseudinca frater ingår i släktet Heteropseudinca och familjen Cetoniidae. Inga underarter finns listade i Catalogue of Life.